# Darlene Zschech

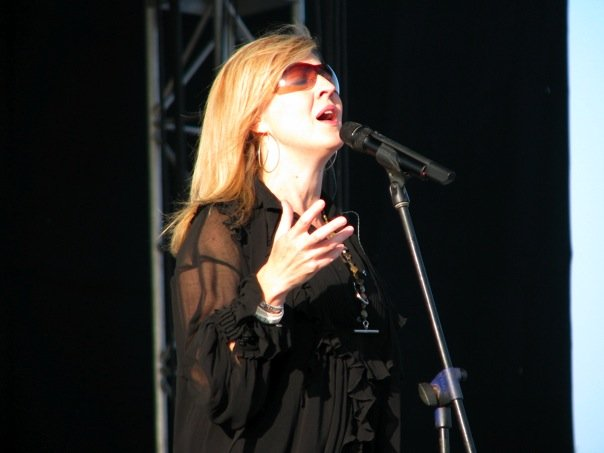
Darlene Zschech während eines Auftritts in Bangalore, Indien

Darlene Joyce Zschech, geborene Darlene Joyce Steinhardt (* 8. September 1965 in Sydney) ist eine australische Sängerin und Lobpreisleiterin in der Hillsong Church.

## Leben
Darlene Zschech wurde als Kinderstar für die TV-Serie Happy Go Around entdeckt und sang in Werbespots wie von McDonald’s, Kentucky Fried Chicken und Diet Coke.
Das Lied Shout to the Lord (deutsch: Ruft zu dem Herrn) brachte Darlene Zschech den internationalen Durchbruch im christlichen Musikbereich. 2000 erhielt sie den Dove Award als Komponistin des Jahres. 2007 übernahm Phil Dooley von Darlene Zschech die Leitung der Abteilungen Worship und Kreative Künste und 2008 Reuben Morgan ihre Aufgabe als Anbetungspastorin bei Hillsong. Darlene Zschech hat noch immer die musikalische Leitung in allen Gemeindeveranstaltungen. Sie hat vier Bücher geschrieben: Worship (1996), Extravagant Worship (2002), The Kiss of Heaven (2003) und The Great Generational Transition (2009).
Besonderes Aufsehen erregte For All You’ve Done von Hillsong, das im Juli 2004 als erste christliche CD in der australischen Hitparade den ersten Platz erreichte.
Darlene und ihr Mann Mark Zschech haben drei Kinder. Am 11. Dezember 2013 wurde bei Darlene Brustkrebs diagnostiziert.

## Diskografie

### Studioalben
| Jahr | Titel          | Höchstplatzierung, Gesamtwochen, AuszeichnungChartsChartplatzierungen (Jahr, Titel, Platzierungen, Wochen, Auszeichnungen, Anmerkungen) | Anmerkungen |
| Jahr | Titel          | Christ | Anmerkungen |
| ---- | -------------- | --- | ----------- |
| 2003 | Kiss of Heaven | Christ17 (8 Wo.)Christ |             |
| 2011 | You Are Love   | Christ46 (1 Wo.)Christ |             |

Weitere Studioalben
- 1987: Make the Choice
- 1993: Pearls & Gold
- 1996: Simply Darlene
- 1996: Shout to the Lord with Hillsongs from Australia (US: Gold)
- 1998: Shout to the Lord 2 (US: Gold)[2]
- 2005: Change Your World
- 2011: Simply Darlene

### Livealben
| Jahr | Titel                                      | Höchstplatzierung, Gesamtwochen, AuszeichnungChartplatzierungen (Jahr, Titel, Platzierungen, Wochen, Auszeichnungen, Anmerkungen) | Höchstplatzierung, Gesamtwochen, AuszeichnungChartplatzierungen (Jahr, Titel, Platzierungen, Wochen, Auszeichnungen, Anmerkungen) | Höchstplatzierung, Gesamtwochen, AuszeichnungChartplatzierungen (Jahr, Titel, Platzierungen, Wochen, Auszeichnungen, Anmerkungen) | Anmerkungen |
| Jahr | Titel                                      | AU | US | Christ | Anmerkungen |
| ---- | ------------------------------------------ | --- | --- | --- | ----------- |
| 2013 | Revealing Jesus: A Live Worship Experience | — | US109 (1 Wo.)US | Christ4 (21 Wo.)Christ |             |
| 2017 | Here I Am, Send Me                         | AU41 (1 Wo.)AU | — | Christ32 (1 Wo.)Christ |             |

Weitere Livealben
- 2000: The Power of Your Love Symphony

### Kompilationen
| Jahr | Titel                                       | Höchstplatzierung, Gesamtwochen, AuszeichnungChartsChartplatzierungen (Jahr, Titel, Platzierungen, Wochen, Auszeichnungen, Anmerkungen) | Anmerkungen |
| Jahr | Titel                                       | Christ | Anmerkungen |
| ---- | ------------------------------------------- | --- | ----------- |
| 2015 | In Jesus’ Name: A Legacy of Worship & Faith | Christ42 (1 Wo.)Christ |             |

### Singles
| Jahr | Titel Album                                               | Höchstplatzierung, Gesamtwochen, AuszeichnungChartsChartplatzierungen (Jahr, Titel, Album, Platzierungen, Wochen, Auszeichnungen, Anmerkungen) | Anmerkungen |
| Jahr | Titel Album                                               | Christ | Anmerkungen |
| ---- | --------------------------------------------------------- | --- | ----------- |
| 2004 | Pray Kiss of Heaven                                       | Christ3 (26 Wo.)Christ |             |
| 2004 | Amazing Grace –                                           | Christ17 (5 Wo.)Christ |             |
| 2014 | Victor’s Crown Revealing Jesus: A Live Worship Experience | Christ49 (1 Wo.)Christ |             |

### Gastbeiträge
| Jahr | Titel Album                         | Höchstplatzierung, Gesamtwochen, AuszeichnungChartsChartplatzierungen (Jahr, Titel, Album, Platzierungen, Wochen, Auszeichnungen, Anmerkungen) | Anmerkungen                            |
| Jahr | Titel Album                         | Christ | Anmerkungen                            |
| ---- | ----------------------------------- | --- | -------------------------------------- |
| 2015 | Power of Your Name Today Is the Day | Christ20 (21 Wo.)Christ | Lincoln Brewster feat. Darlene Zschech |

### Lieder
Lieder, die Darlene Zschech selbst oder mit anderen Musikern geschrieben hat:
- Stone’s Been Rolled Away (1993)
  - Your Name
- People Just Like Us (1994)
  - Shout to the Lord
- Friends in High Places (1995)
  - Praise His Holy Name
  - Rock of Ages mit Geoff Bullock
  - Lord I Give Myself
- God Is in the House (1996)
  - God Is in the House mit Russell Fragar
  - And That My Soul Knows Very Well mit Fragar
  - Let the Peace of God Reign
  - Walking in the Light
- All Things Are Possible (1997)
  - All Things Are Possible
  - I Live to Know You
  - I Know It
  - Glory to the King
- Touching Heaven Changing Earth (1998)
  - That’s What We Came Here For mit Fragar
  - I Will Bless You Lord
  - Jesus You’re All I Need
  - The Potter’s Hand
- By Your Side (1999)
  - Sing of Your Great Love
  - Free to Dance
- For This Cause (2000)
  - Here to Eternity mit David Moyse
  - It Is You
- You Are My World (2001)
  - Irresistible
  - Glorious
  - To You
  - Worthy Is the Lamb
- Blessed (2002)
  - Blessed mit Reuben Morgan
- Hope  (2003)
  - My Hope
  - Call
  - You Are
- For All You’ve Done (2004)
  - You Are Worthy
  - Glorify Your Name mit David Holmes
- God He Reigns (2005)
  - Saviour
  - Know You More
- Mighty to Save (2006)
  - More to See mit Mia Fieldes, Deborah Ezzy, Donia Makadonez & Nigel Hendroff
  - I Believe in You
  - At the Cross mit Reuben Morgan
- Saviour King (2007)
  - One Thing mit Marty Sampson
- This Is Our God (2008)
  - High and Lifted Up
- Faith + Hope + Love (2009)
  - His Glory Appears mit Marty Sampson
- A Beautiful Exchange (2010)
  - Believe mit Reuben Morgan
- God Is Able (2011)
  - Cry of the Broken